# Dauphin (Pennsylvania)
Dauphin è un comune (borough) degli Stati Uniti d'America, situato nello stato della Pennsylvania, nella contea di Dauphin.